# Мозли, Фиона
Фиона Мозли (англ. Fiona Mozley; род. 1988, Хакни, Большой Лондон) — английская писательница, медиевист. В 2017 году её дебютный роман «Элмет» вошёл в шорт-лист Букеровской премии. Лауреат Литературной премии Сомерсета Моэма.

## Биография
Фиона Мозли родилась в 1988 г. в лондонском районе Хакни, проживает в Эдинбурге. Раньше она жила в Йорке, где выросла и посещала школу Фулфорд. Впоследствии провела некоторое время в Лондоне, Кембридже и Буэнос-Айресе, а в 2013 г. вернулась в Йорк. Помимо написания художественной литературы, она работает над докторской диссертацией в Йоркском университете, посвященной концепции упадка в позднее Средневековье. Работает на полставки в книжном магазине.
Сама Мозли считает, что «Йоркские мистерии», а также местные драматические кружки «повлияли на мое собственное творчество сильнее, чем все книги, которые я читала». Отвечая на вопрос о писателях и произведениях, которые ей особенно нравятся, она упомянула Кормака Маккарти и Урсулу Ле Гуин, а также Филипа Пулмана, которого она любила в детстве. В 2018 году Роман Мозли «Элмет» был включён в экзамен по английскому языку Ирландского выпускного аттестата.
Второй роман Мозли Hot Stew был опубликован в 2021 г. Алекс Престон, в своей рецензии для The Guardian, высоко оценил это произведение и сказал, что оно подтверждает, что автор — «писатель с необыкновенным эмпатическим даром».

## Творчество
Название «Элмет» происходит от кельтского королевства, которое когда-то находилось на территории Западного Йоркшира. В своём романе Мозли «хотела передать двусмысленность местных исторических воспоминаний; сказать что-то об их обоюдоострой притягательности; исследовать желание жить в прошлом и необходимость освободиться от него».
По словам Мозли, на написание романа «Элмет» её вдохновила утренняя поездка на поезде из Йорка в Лондон в 2013 г., когда она возвращалась на работу после визита к родственникам. Когда за окном поезда проплывали пейзажи Южного Йоркшира, она начала писать первую главу на мобильном телефоне. Позже Мозли соскучилась по дому и переехала обратно в Йоркшир, где и закончила роман, не сообщая об этом ни семье, ни друзьям. «Жизнь в Лондоне показалась мне трудной […] Я жила в ожидании следующей зарплаты и не знала, чем себя занять. Я не знала, какой карьерой займусь и где буду жить в течение следующего года», — рассказывает Мозли, которая тайно снимала квартиру в Лондоне за 600 фунтов стерлингов. Для Элмета она черпала литературное и кинематографическое влияние, в частности, из жанра вестерна и местного диалекта своей родины. Также источником вдохновения она называет свою докторскую диссертацию: «В моей диссертации рассматриваются взаимоотношения между средневековыми городами и природной средой. Поэтому последние несколько лет я углублённо размышляла над вопросами, связанными с общиной, землей и собственностью. Эти темы и проблемы, безусловно, легли в основу „Элмета“, и хотя это современный роман, он прочно связан с давней истории земли, на которой я выросла, питаясь средневековыми мифами и легендами», — говорит Мозли.